# Mana Watanabe
Pour les articles homonymes, voir Watanabe.
Mana Watanabe (渡部 愛, Mana Watanabe) est une joueuse professionnelle japonaise de shogi née le 26 juin 1993 à Obihiro.  Elle a disputé quatre finales de titres majeurs féminins depuis 2018 et remporté le titre d'Oi féminin en 2018 et le prix de meilleure joueuse de l'année 2018.

## Palmarès
Mana Watanabe est née à Obihiro sur l'île d'Hokkaidō en juin 2018.
En 2015 et 2016, elle remporte les deux premières coupes Yamada féminines.
En mai 2018, lors de la finale du 29e Oi féminin disputée en cinq parties, Watanabe bat Kana Satomi. Elle remporte le titre de meilleure joueuse de shogi de l'année 2018 et celui de la meilleure partie disputée par une femme. L'année suivante elle perd son titre face à Satomi
| Titre                  | Victoires | Finales perdues |
| ---------------------- | --------- | --------------- |
| Ōi féminin (ja)        | 2018      | 2019            |
| Seirei (ja)            |           | 2025            |
| Hakurei, ligue blanche |           | 2021            |

Elle a le grade de quatrième dan féminin depuis avril 2025.